# Školní křída

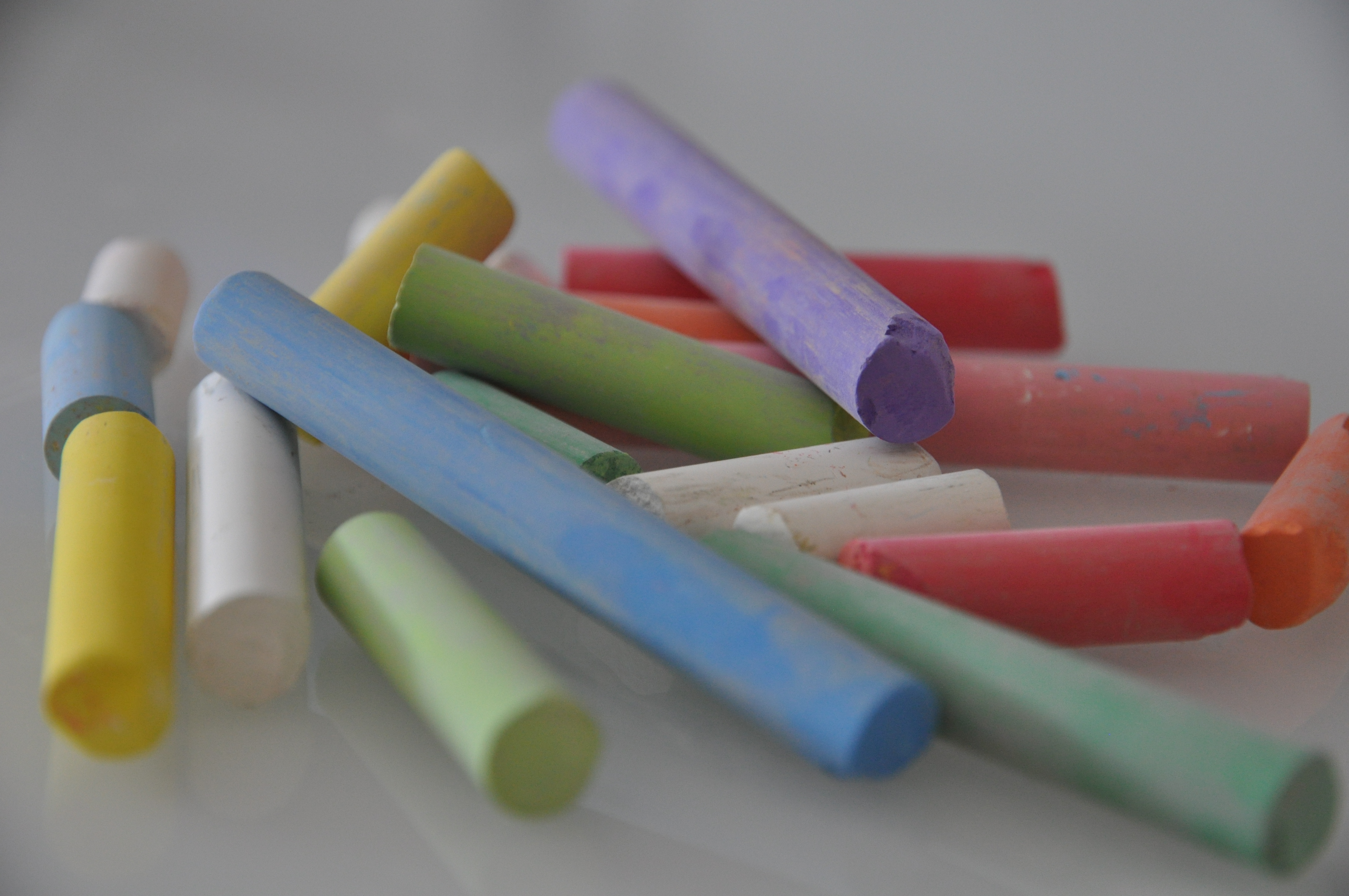
Různobarevné školní křídy

Školní křída je psací pomůcka, kterou se píše na školní tabuli. Je nejčastěji vyrobena ze sádrovce v mnoha barevných odstínech, avšak nejčastější barvou je barva bílá, která nejlépe vyniká na tmavé tabuli. Jejími nejčastějšími tvary jsou dlouhý kvádr čtvercového průřezu, nebo dlouhý válec kruhového průřezu.
Školní křídy se dále vyrábějí ve velkém množství barevných variací. Nejčastěji prodávané varianty jsou například červené, zelené, nebo světle modré. Kombinací bílé křídy a různých barevných variet lze docílit přehlednosti v textu. Dále se barevné varianty křídy dají použít k dočasnému značení různých materiálů.